# Klipvis

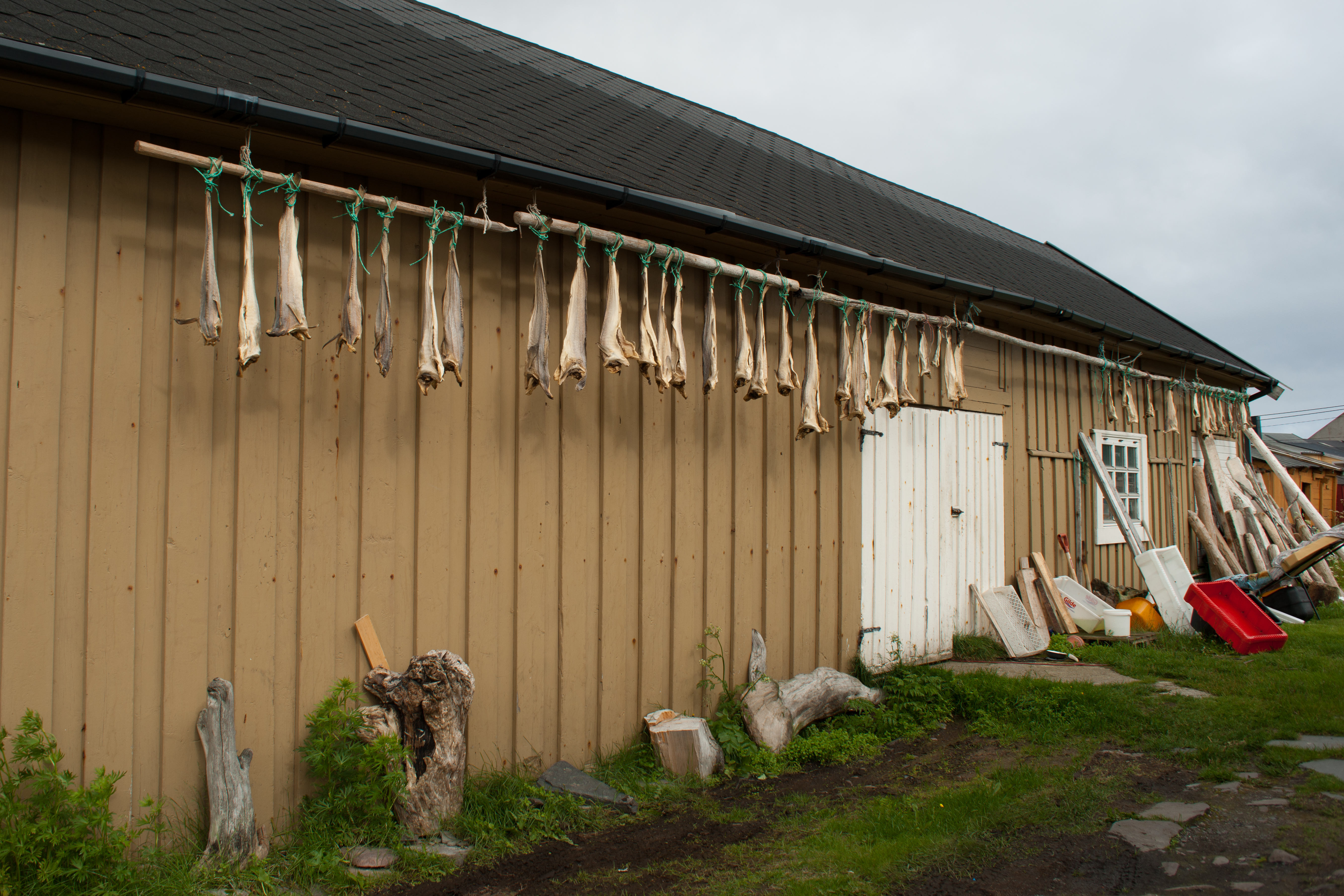
Drogende klipvis in Vardø

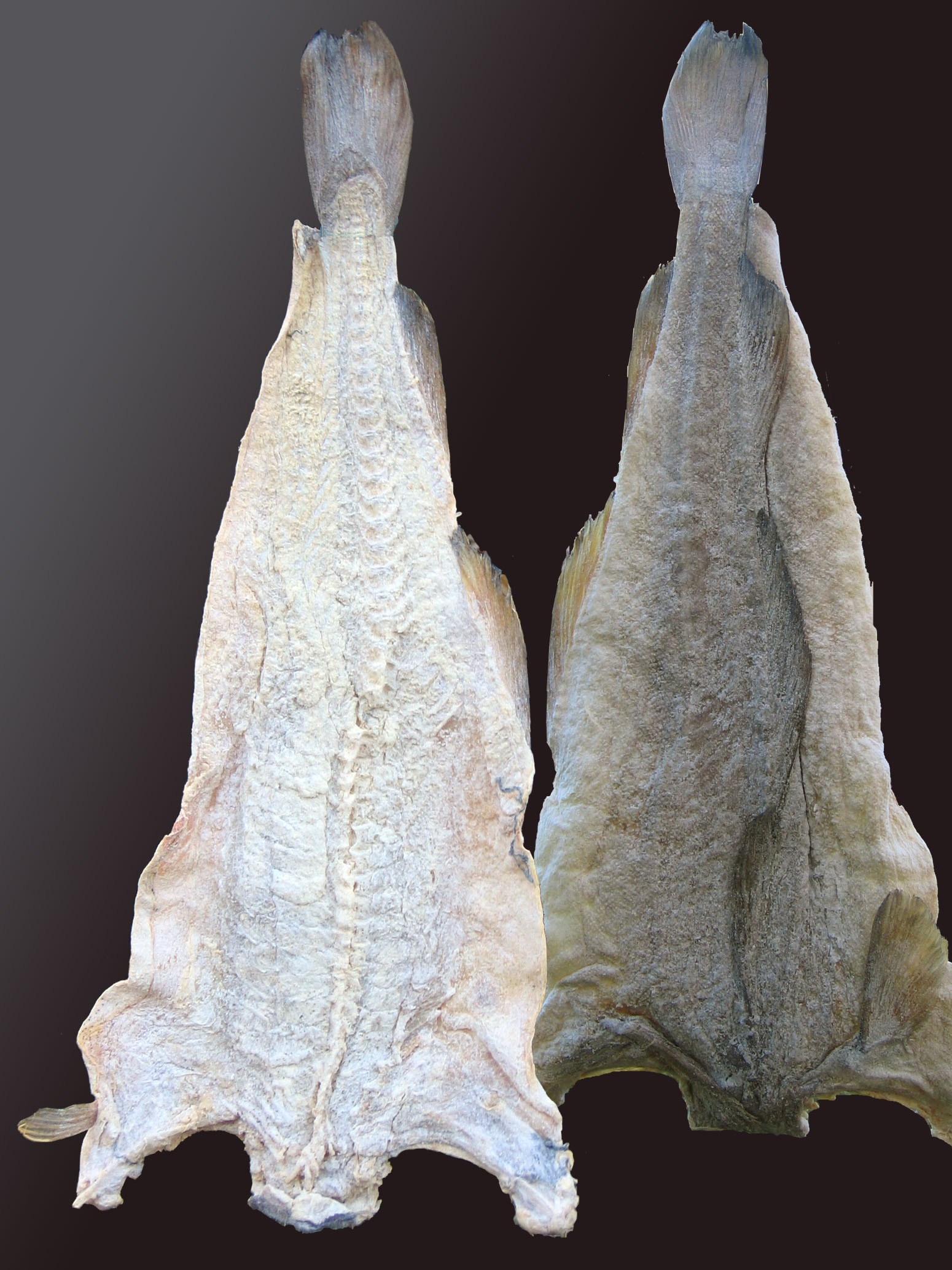
Klipvis

Klipvis of bakkeljauw (Surinaams-Nederlands), ook wel rotsvis genoemd, is gezouten en gedroogde kabeljauw.
De Vikingen keken rond het jaar 1000 op hun reizen het drogen van vis in de koude lucht af van de Indianen aan de Oostkust van Canada. Ze noemden deze gedroogde vis stokvis omdat de vis aan stokken werd gedroogd. Op hun zeetochten kwamen zij ook in Portugal. De Portugezen keken het kunstje weer af van de Vikingen. De Portugezen beschikten over zout en zoutten de kabeljauw eerst alvorens hem te drogen.
De vis wordt opengesneden en de ingewanden worden verwijderd. Dan wordt de vis gezouten en vervolgens wordt hij op de klippen te drogen gelegd - vandaar de naam klipvis. Stokvis en klipvis zijn lang houdbaar, wel zo'n jaar, en dat was handig voor zeevaarders. Voordat klipvis kan worden gegeten, moet hij net als stokvis worden geweekt in water.
Verreweg de meeste klipvis wordt van kabeljauw gemaakt en wordt vooral gebruikt in de Portugese, Spaanse en Kaapverdiaanse keuken. Ook in Suriname, op de Nederlandse Antillen en in Centraal-Afrika wordt klipvis en stokvis gegeten. Vaak gebruikt men daar goedkopere vissoorten, zoals koolvis, leng en lom. Wat voor vis er ook wordt gebruikt, de gedroogde versie heet altijd stokvis en de gezouten en gedroogde versie klipvis. Surinamers en Antillianen noemen het bakkeljauw, bakkeljouw of bacalao, naar het Portugese bacalhau.